# Mikko Franck
Mikko Franck (Helsinki, 1 de abril de 1979) es un director de orquesta y violinista finlandés.

## Trayectoria
Franck nació en Helsinki y comenzó a tocar el violín a la edad de 5 años. Continuó sus estudios de violín en la prestigiosa Academia Sibelius en Helsinki, a partir de 1992. En 1995, Franck aprovechó la oportunidad que le ofreció el Departamento Junior de la Academia Sibelius, que estaba celebrando su aniversario, para dirigir una orquesta a cualquier estudiante que lo deseara. Después de esto el gran pedagogo de la dirección, Jorma Panula lo alistó de inmediato como estudiante privado. Franck ingresó en la clase de dirección de Panula en la Academia Sibelius en el otoño de 1996. Franck ha dicho de Panula: 
- "Me dio todo lo que se puede enseñar sobre esta profesión. Por ejemplo, usamos el video como ayuda para perder mis gestos innecesarios".

Terminó sus estudios en 1998 sin recibir un diploma porque su carrera internacional ya había comenzado.
Antes de los 23 años, Franck hizo su debut como director con todas las principales orquestas escandinavas, así como con la Orquesta Philharmónica de Londres, la Orquesta Sinfónica de Londres, la Filarmónica de Múnich, la Staatsoper de Berlín (Ópera Estatal de Berlín) y la Filarmónica de Israel. Recibió una nominación al Grammy a la "Mejor interpretación orquestal" por su primera grabación, que fue de música de Jean Sibelius. Es un campeón particular de las obras de Einojuhani Rautavaara. 
Franck se convirtió en director artístico de la Orquesta Nacional de Bélgica en septiembre de 2002, y ocupó el cargo hasta 2007. En 2004, Franck fue nombrado director musical general de la Ópera Nacional de Finlandia y asumió oficialmente el cargo en agosto de 2006. En febrero de 2007, de repente anunció su renuncia a este puesto, alegando una pérdida de confianza en el entonces director general de la compañía, Erkki Korhonen, y en el director administrativo, Pekka Kauranen.  Sin embargo, en noviembre de 2007, la compañía nominó a Franck para el puesto doble de Director Artístico y director general de Música,  y en diciembre de 2007, lo nombró oficialmente para ambos puestos.  Franck concluyó su mandato en ambos puestos al 31 de julio de 2013.  Franck comenzó su mandato como director musical de la Orquesta Filarmónica de Radio Francia en septiembre de 2015.
Franck se casó con la directora de ópera alemana Martina Pickert en 2006. La pareja se divorció en 2010.

## Discografía Seleccionada
- Jean Sibelius : Suite Lemminkäinen y el poema En saga grabado con la Orquesta Sinfónica de la Radio Sueca (Ondine 953; publicado en 2000)
- Jean Sibelius : Poema En Saga grabado con la Orquesta Sinfónica de la Radio Sueca en un disco con otras cinco piezas de Sibelius interpretadas por otros directores (Ondine 992; lanzado en 2001)
- Peter Ilich Chaikovski - Sinfonía n.º 6 en si menor, op. 74 "Pathétique" emparejado con
- Einojuhani Rautavaara - Apoteosis, ambos grabados con la Orquesta Sinfónica de la Radio Sueca (Ondine 1002; lanzado en 2003)
- Einojuhani Rautavaara - la ópera "tragedia buffa" La Casa del Sol con la Orquesta Sinfónica de Oulu y Jukka Romu (Bajo), Raija Regnell (Mezzo Soprano), Ulla Raiskio (Alto), Tuomas Katajala (Tenor), Petri Backstrom (Tenor), Tommi Hakala (barítono), Markus Nieminen (barítono), Helena Juntunen (soprano), Mia Huhta (soprano) y Anne-Kristiina Kaappola (soprano) (Ondine 1032; lanzado en 2004)
- Einojuhani Rautavaara - la ópera Rasputin grabada con la Orquesta Nacional de Ópera de Finlandia y el Coro de la Ópera Nacional de Finlandia junto con Lilli Paasikivi (Mezzo Soprano), Jorma Hynninen (Barítono), Jyrki Anttila (Tenor), Riikka Rantanen (Mezzo Soprano), Ritva-Liisa Korhonen ( Soprano), Jyrki Korhonen (bajo), Gabriel Suovanen (barítono), Matti Salminen (bajo) y Lassi Virtanen (tenor) (Ondine 1002; lanzado en 2005)
- Einojuhani Rautavaara - Sinfonía n. ° 1, Adagio Celeste y Book of Visions grabados con la Orquesta Nacional de Bélgica (Ondine 1064; lanzado en 2006)